# I cinque della vendetta (manga)
I cinque della vendetta (５匹の用心棒?, 5hiki no yōjinbō) è un manga scritto da Leiji Matsumoto e pubblicato da Akita Shoten nel 1967. Si tratta di uno dei primi spaghetti western di Leiji Matsumoto, trasposizione a fumetti dell’omonimo film italiano dell’anno precedente, diretto da Aldo Florio.
Attraverso la storia di una vendetta da compiersi, una donna contesa e mille sparatorie, Leiji Matsumoto consacra la sua attitudine al genere western come mezzo per esaltare il valore dei sentimenti dove amore, amicizia e dolore si fondono. Pubblicato in Italia da Associazione Culturale Leiji Matsumoto nel 2018.